# Saad El Ghamidi
 (août 2012).
Si vous disposez d'ouvrages ou d'articles de référence ou si vous connaissez des sites web de qualité traitant du thème abordé ici, merci de compléter l'article en donnant les références utiles à sa vérifiabilité et en les liant à la section « Notes et références ».
Saad El Ghamidi (en arabe : سعد الغامدي) est un récitateur du coran, un savant de l'islam ainsi qu'un Imam né le 7 août 1967 à Dammam en Arabie saoudite. Il a mémorisé l'intégralité des textes coraniques en 1990 alors qu'il avait 23 ans.

## Biographie
Il a étudié à Dammam les bases de la religion musulmane à l'école de la charia ainsi que les sources des commandements religieux musulmans. Il est en 2012 l'imam de la mosquée de Kanoo à Dammam. Il fut notamment imam dans plusieurs mosquées à travers le monde comme aux États-Unis, au Royaume-Uni ainsi qu'en Autriche[Lesquelles ?].
Il est marié et a quatre enfants.
Durant le ramadan de 2009, le cheikh a été imam pendant la prière des Tarawih et tahajjud à la mosquée du prophète (en arabe : المسجد النبوي Masjid al-Nabawi à Médine, en Arabie saoudite.

## Œuvres
Le cheikh Saad a effectué de nombreux enregistrements de versets coraniques. Ces enregistrements sont connus à travers le monde entier[réf. nécessaire] et sont diffusés par plusieurs chaînes télévisées comme Iqraa mais aussi par des chaînes de radio et de nombreux sites internet.
Il a aussi fait carrière avec des chants religieux musulmans (anachid) (اناشيد).